# Wappen Tadschikistans
Das Wappen Tadschikistan besteht in seiner heutigen Form seit 1993. Es ist eine modifizierte Version des Wappens der Tadschikischen SSR, das bis zur Auflösung der Sowjetunion 1991 benutzt wurde.

## Blasonierung
Die Krone in der Mitte des Wappens ist dieselbe, die sich auch in der Flagge Tadschikistans findet. – Über der Krone sind sieben gleich große goldene Sterne halbkreisförmig über einer aufgehenden Sonne angeordnet, diese symbolisieren den heiligen Geist sowie sechs Schutzgeister (der Rinder, des Feuers, des Metalls, der Erde, des Wassers und der Pflanzen).
Im unteren Teil des Wappens ist ein geöffnetes Buch dargestellt. Darüber befindet sich die stilisierte Darstellung der Berge des Pamirs, hinter denen die Sonne aufgeht.
Das Wappen wird von links von einer Baumwollpflanze und rechts von Weizenähren eingerahmt, jeweils mit einem Band in den Farben der Flagge Tadschikistans geschmückt.